# Fomitella supina
Fomitella supina är en svampart som först beskrevs av Olof Swartz, och fick sitt nu gällande namn av William Alphonso Murrill 1905. Fomitella supina ingår i släktet Fomitella och familjen Fomitopsidaceae.   Inga underarter finns listade i Catalogue of Life.